# Campionati mondiali di pattinaggio di velocità su distanza singola 2025 - 5000 m femminili
L'evento dei 5000 m femminili dei campionati mondiali di pattinaggio di velocità su distanza singola 2025 si è svolto il 15 marzo 2025 al Vikingskipet di Hamar, in Norvegia.

## Risultati
| Pos | Pair | Corsia | Atleta                 | Nazione     | Tempo   | Diff   |
| --- | ---- | ------ | ---------------------- | ----------- | ------- | ------ |
| 1   | 5    | i      | Francesca Lollobrigida | Italia      | 6:56.38 |        |
| 2   | 6    | i      | Ragne Wiklund          | Norvegia    | 6:56.56 | +0.18  |
| 3   | 6    | o      | Merel Conijn           | Paesi Bassi | 6:58.49 | +2.11  |
| 4   | 4    | i      | Isabelle Weidemann     | Canada      | 7:00.27 | +3.89  |
| 5   | 5    | o      | Martina Sáblíková      | Rep. Ceca   | 7:03.20 | +6.82  |
| 6   | 4    | o      | Marijke Groenewoud     | Paesi Bassi | 7:04.51 | +8.13  |
| 7   | 2    | i      | Tai Zhien              | Cina        | 7:08.77 | +12.39 |
| 8   | 1    | i      | Josie Hofmann          | Germania    | 7:10.06 | +13.68 |
| 9   | 3    | i      | Momoka Horikawa        | Giappone    | 7:10.18 | +13.80 |
| 10  | 3    | o      | Sandrine Tas           | Belgio      | 7:10.99 | +14.61 |
| 11  | 2    | o      | Laura Hall             | Canada      | 7:16.11 | +19.73 |
| 12  | 1    | o      | Ahenaer Adake          | Cina        | 7:16.93 | +20.55 |